# Hans Fredy
Hans Fredy (* 20. November 1861 in Breslau; † nach 1932) war ein deutscher Schauspieler und Sänger.

## Leben und Wirken
Fredy studierte zwei Jahre lang am Breslauer Konservatorium, ehe er „durch Vermittlung seines Gönners Doktor Förster“ erstmals 1882 am Stadttheater in Leipzig auftreten durfte. Nach diesem Bühnen-Début war er mit Erfolg und ohne Unterbrechungen beschäftigt. Er spielte 1882 in Bremen, 1883 in Kolberg, 1884 in Bromberg, 1885 in Liegnitz, 1886 am Hoftheater in Neustrelitz, 1887 in Königsberg i.Pr., 1888 in Halle und 1889 am Residenztheater in Dresden, ehe er endlich 1890 nach Berlin kam. Hier trat er am friedrichstädter Wallner-Theater und am Victoria-Theater an der Münzstraße auf.
Fredy übernahm Rollen in Operetten, musikalischen Possen und Komödien im Fach des ‘Jugendlichen und Charakterkomikers’ und als Operettentenor.
Er gastierte im Ausland. Zwischen 1891 und 1896 sind Auftritte von ihm in Riga bekannt. Nach einem kurzen einheimischen Zwischenspiel in Darmstadt 1897 trat er 1898 in Zürich auf. 1899 wurde er nach Paris und ins russischen Sankt Petersburg verpflichtet, wo er große Erfolge erzielen konnte; ab 1900 war er wieder als ‘Komiker und Regisseur’ in Berlin verzeichnet, wo er in den folgenden Jahren sowohl am Theater des Westens und am Apollo-Theater als auch an “Wolzogen’s Bunter Bühne”, dem legendären „Überbrettl“ des Ernst von Wolzogen, auftrat. Aus dieser Zeit sind auch Schallplatten-Aufnahmen von ihm belegt.
1907 konnte er sein 25-jähriges Bühnenjubiläum begehen. Vom Königlich italienischen circolo frentano wurde er mit der Goldenen Verdienstmedaille für Kunst und Wissenschaft ausgezeichnet.
1910 stand er auf der Bühne des Intimen Theaters in Frankfurt am Main, wo er auch Regie führte, 1912 spielte er am Theater der Gebrüder Herrnfeld in Berlin am Alexanderplatz.
Nach dem Ersten Weltkrieg war er zwischen 1918 und 1930 weiterhin auf Tournee. Er trat in allen größeren Städten des Reiches auf: in Hamburg, Köln, Mannheim, Karlsruhe und im seit 1920 wieder französischen Strassburg. 1930 wurde er neben Schauspieler außerdem Bürovorsteher am Intimen Theater in Nürnberg.
Nach 1932 ist er nicht mehr in den Deutschen Bühnenjahrbüchern registriert.
Fredy besprach schon früh Grammophonplatten bei der Gramophone/Zonophone und bei Lindströms Odeon-Marke. Er sang und rezitierte eigene Texte und trug solche anderer Verfasser vor, z. B. von Johann Nepomuk Nestroy oder Heinrich Seidel.
Hans Fredy ist nicht verwandt mit der Bühnen- und Stummfilmschauspielerin Frydel Fredy, die bürgerlich Fri(e)da Döring hieß.

## Tondokumente
- bei Gramophone (G & T)[13]
  - 41 100 (mx. 37) a) Am Kongo b) Drei Träume
  - 41 206 (mx. 2168) Das schlaue Schulmeisterlein
  - 41 207 (mx. 2169-2) Eine militärische Instruktionsstunde (Fredy)
  - 41 184 (mx. 1249) Die urkomische Posse (Fredy) (im Duett mit Martin Kettner)
  - 42 000 (mx. 2722) Das Huhn und der Karpfen (Heinrich Seidel)[14]
  - 42 000 (mx. 1607) Neue Schnadahüpfl
  - 42 672 (mx. 2167) Hab’n se nich den kleinen Cohn geseh’n? (Julius Einödshofer – Alfred Schmasow), aufgen. Berlin 1902
  - 42 916 (mx. 2741) Mein Anneken. Polka von Schrader. Hans Fredy, Berlin[15]
- bei Zonophone
  - ×3-42 023 (mx. 4 ½  y) Moderne Volapük-Lieder
  - ×5-21 000 (mx. 1069) Der Kitzlige (Fredy)
  - ×5-21 001 (mx. 1070) Dialektscherze
  - ×5-21 027 (mx. 433 ab) Eine urkomische Posse (Fredy)
  - ×5-22 047 (mx. 420 ab) Abenteuer auf dem Maskenball. Hans Fredy, mit Orchester.[16]
- bei Odeon
  - 303.572 (mx. xBo 3471) Abenteuer auf dem Maskenball (Fredy), aufgen. April 1910[17]
  - 303.573 (mx. xBo 3472) Lach-Couplet (Nestroy)
  - 303.574 (mx. xBo 3473) Eine urkomische Posse. Originalvortrag Hans Fredy[18]
  - 303.575 (mx. xBo 3474) Der Kitzliche (Fredy)[19]